# Aloe juddii
Aloe juddii es una especie de planta suculenta perteneciente a la familia de los aloes. Es endémica de Sudáfrica en la Provincia Occidental del Cabo.

## Descripción
Aloe juddii crece de forma individual o está ramificado desde la base. Los tallos erectos o postrados alcanzan una longitud de hasta 60 centímetros y de 1 cm de espesor. Las hojas son verticales, triangulares a triangular-ovadas-lanceoladas de color verde oscuro brillante, puntiagudas y ligeramente rojizo  de 5,5 a 7,5 cm de largo y 1,5 a 2,5 cm de ancho con dientes blancos en el margen de la hoja de hasta 1 mm de longitud y  de 1 a 1,5 milímetros de distancia. La inflorescencia simple y erecta alcanza una longitud de 35 a 48 centímetros. Los casi casual, cilíndricos uvas son 5,5 a 8 pulgadas de largo. Los oval-acuminadas brácteas tienen una longitud de 7 mm, y son de 3 mm de ancho. Las flores de color rojo anaranjado y amarillentas tienen puntas verdes y miden de  40 milímetros de largo.

## Taxonomía
Aloe juddii fue descrita por Ernst Jacobus van Jaarsveld y publicado en Aloe 45: 4, en el año (2008).
Etimología
Aloe: nombre genérico de origen muy incierto: podría ser derivado del griego άλς, άλός (als, alós), "sal" - dando άλόη, ης, ή (aloé, oés) que designaba tanto la planta como su jugo - debido a su sabor, que recuerda el agua del mar. De allí pasó al Latín ălŏē, ēs con la misma aceptación, y que, en sentido figurado, significaba también "amargo". Se ha propuesto también un origen árabe, alloeh, que significa "la sustancia amarga brillante"; pero es más probablemente de origen complejo a través del hébreo: ahal (אהל), frecuentemente citado en textos bíblicos.
juddii: epíteto otorgado en honor de la artista Eric Judd.